# Raahe
Raahe (en suédois : Brahestad) est une ville de la région d'Ostrobotnie du Nord, en Finlande. Sa population s'élève à 23 571 habitants en 2024.

## Géographie
Raahe est bordée par le golfe de Botnie. Commune au relief très peu accentué, elle est agricole près de la côte, plus forestière et sauvage dans sa partie intérieure.
Raahe est située à 503 km au nord d'Helsinki. Elle est limitée par les communes de Pyhäjoki au sud, Ruukki à l'est et Siikajoki au nord-est.

## Histoire
La ville est fondée par le gouverneur général de Finlande Per Brahe en 1649. Initialement nommée Salo, elle reçoit le nom de son fondateur en 1652, devenant en suédois Brahestad.
En 1810, elle connait un important incendie mais reste néanmoins aujourd'hui une des villes en bois les mieux conservées de Finlande. À la fin du XIXe siècle et au début du XXe siècle, la ville et la région voisine connaissent une très importante émigration, notamment vers l'Amérique du Nord.
La commune a été nettement agrandie par le rattachement de deux municipalités rurales: Saloinen en 1973 et Pattijoki en 2003.
Grâce à la vigueur de l'activité portuaire et à l'industrie métallurgique, le déclin de la population est pratiquement enrayé, bien que la municipalité (ajoutée à Pattijoki) a perdu 1 700 habitants depuis 1990.
La commune de Vihanti a fusionné le 1er janvier 2013 avec la ville de Raahe.

## Population
Depuis 1980, l'évolution démographique de Raahe est la suivante, :
| Année      | 1980   | 1985   | 1990   | 1995   | 2000   | 2005   |
| ---------- | ------ | ------ | ------ | ------ | ------ | ------ |
| population | 27 362 | 28 431 | 27 999 | 27 690 | 26 766 | 25 746 |

| Année      | 2010   | 2015   | 2020   |
| ---------- | ------ | ------ | ------ |
| population | 25 656 | 25 359 | 24 577 |

## Éducation
- Séminaire de Raahe

## Lieux et monuments
- Musée de Raahe (fi)
- Églises de géant
- Mairie de Raahe
- Église de Pattijoki
- Port de Raahe
- Gare de Raahe
- Église de Raahe
- Séminaire de Raahe

## Transports
La ville est située à 75 km d'Oulu et 597 km d'Helsinki par la route. Elle est traversée par la nationale 8 venue de Turku (à 570 km).
Elle est aussi l'une des extrémités de kantatie 88 venant d'Iisalmi.
La seututie 813 la relie a Liminka.
Le port de Raahe est le huitième du pays pour le transport de fret.

## Jumelages
La ville de Raahe est jumelée avec :
| Ville | Ville          | Pays | Pays      | Période     |
| ----- | -------------- | ---- | --------- | ----------- |
|       | Aiud           |      | Roumanie  | depuis 2018 |
|       | Košice         |      | Slovaquie | depuis 1987 |
|       | Mo i Rana      |      | Norvège   | depuis 1946 |
|       | Märjamaa (en), |      | Estonie   | depuis 1998 |
|       | Skellefteå     |      | Suède     | depuis 1940 |
|       | Sosnovy Bor    |      | Russie    | depuis 2017 |
|       | Tcherepovets   |      | Russie    | depuis 1968 |

## Galerie

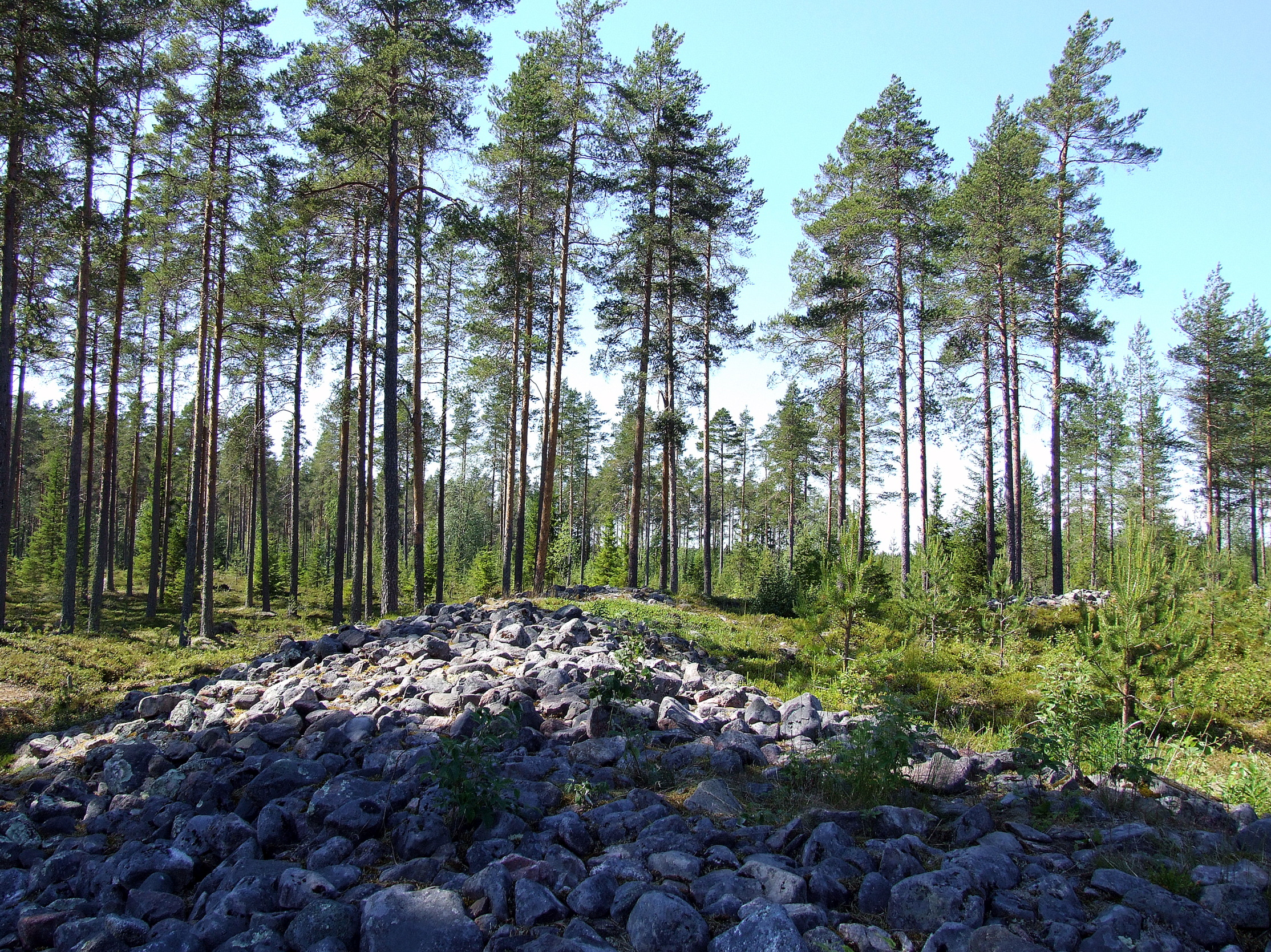
L'église de géant de Kastelli (fi)
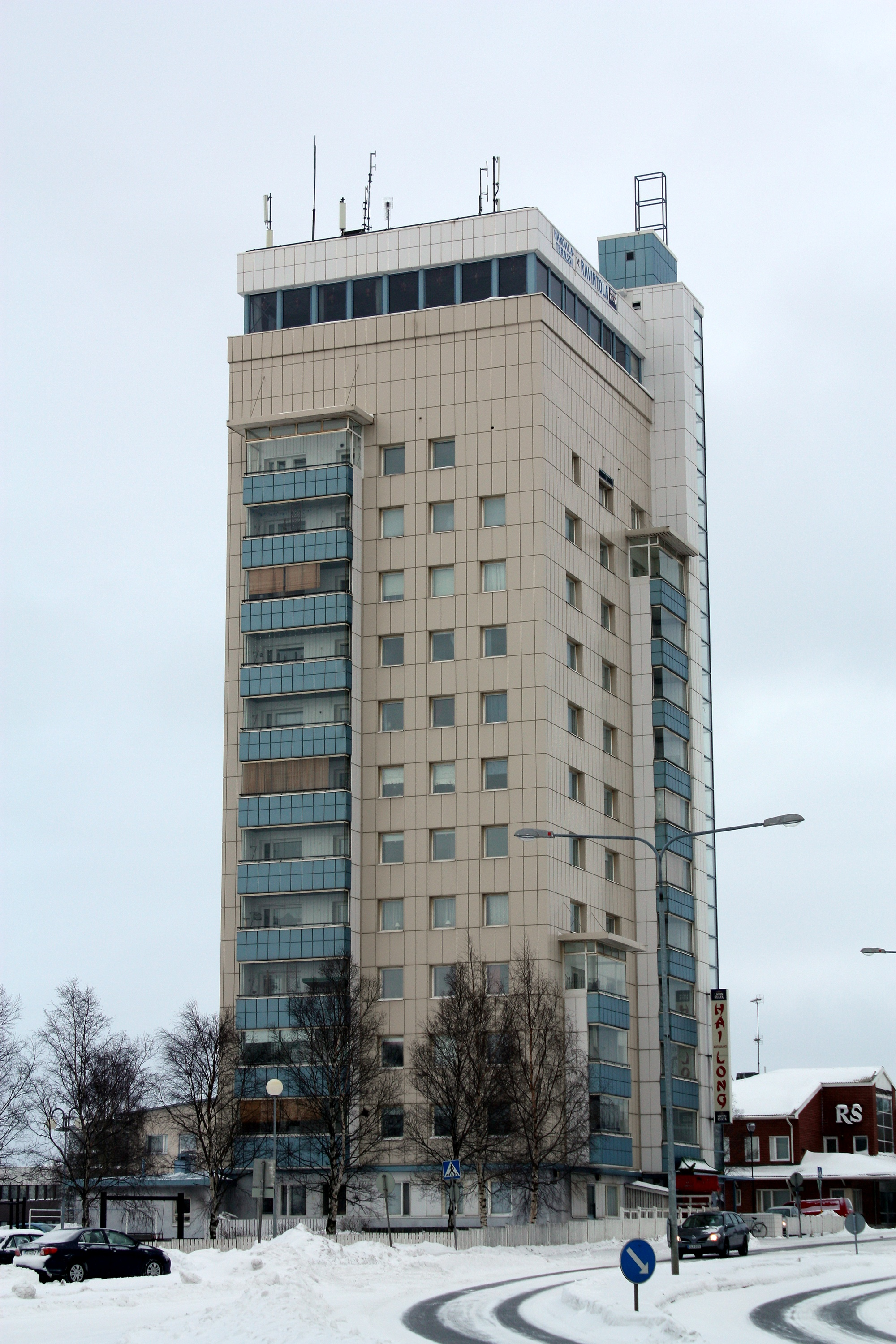
La tour de Raahe.
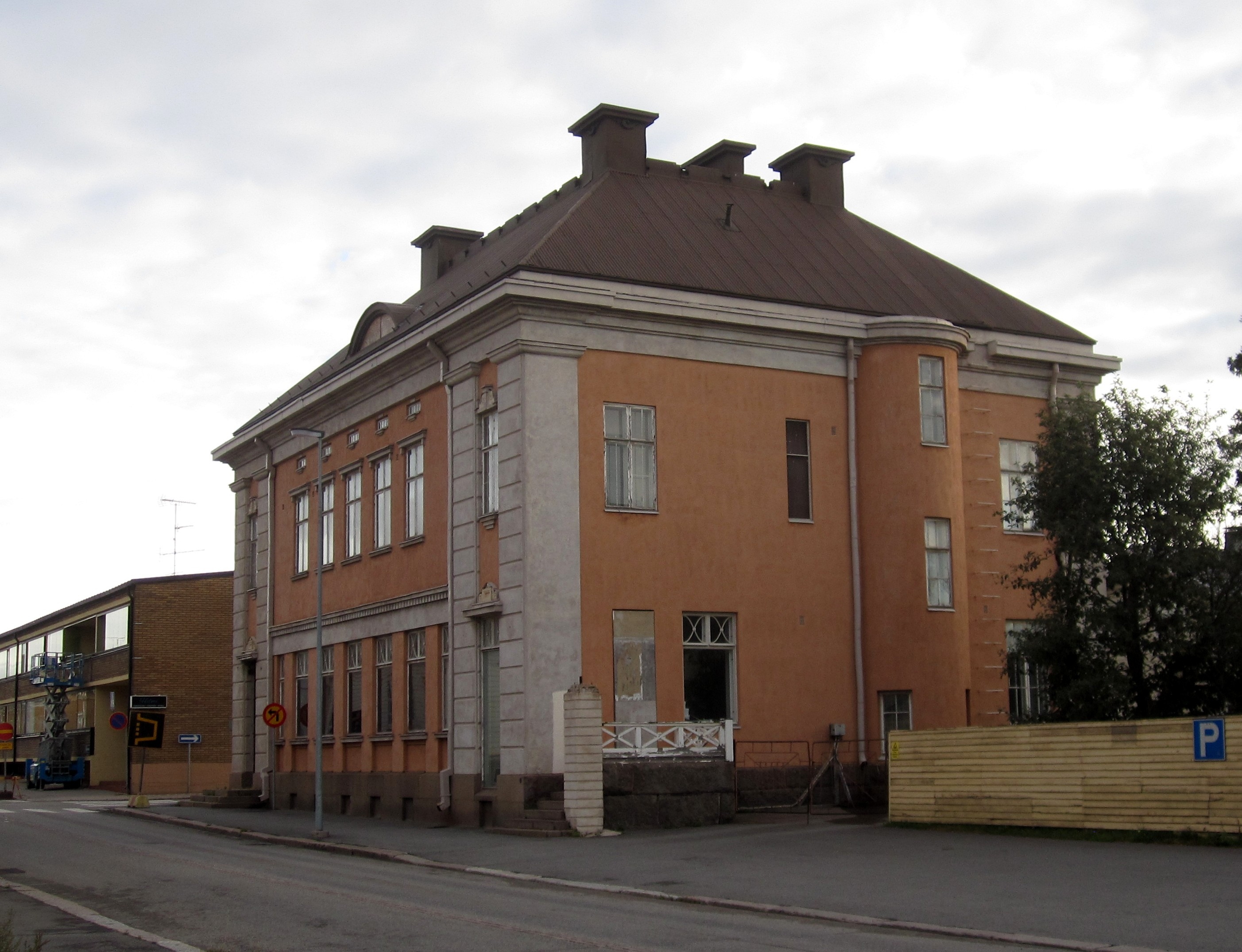
20, rue Kirkkokatu.
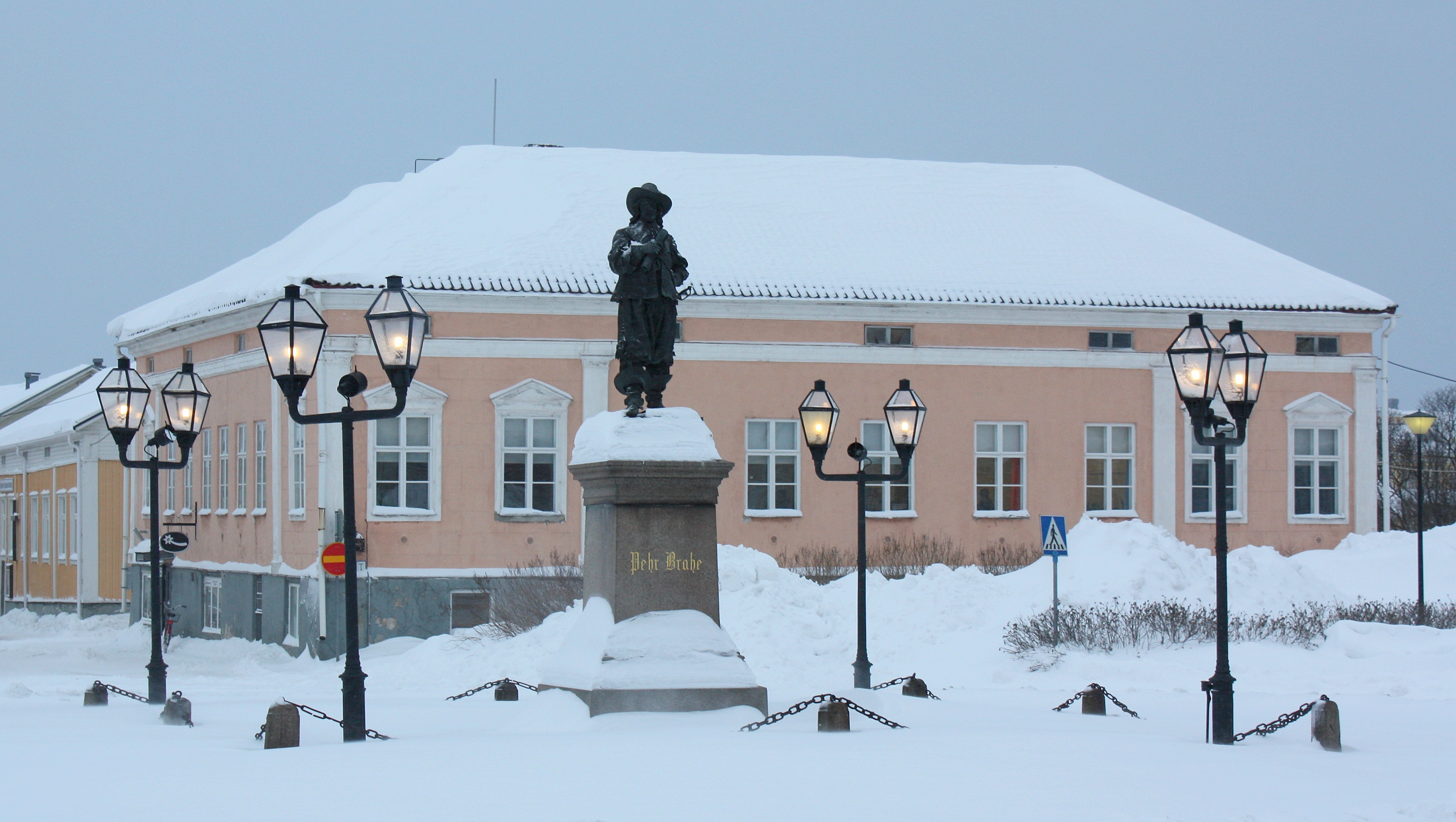
Statue de Per Brahe
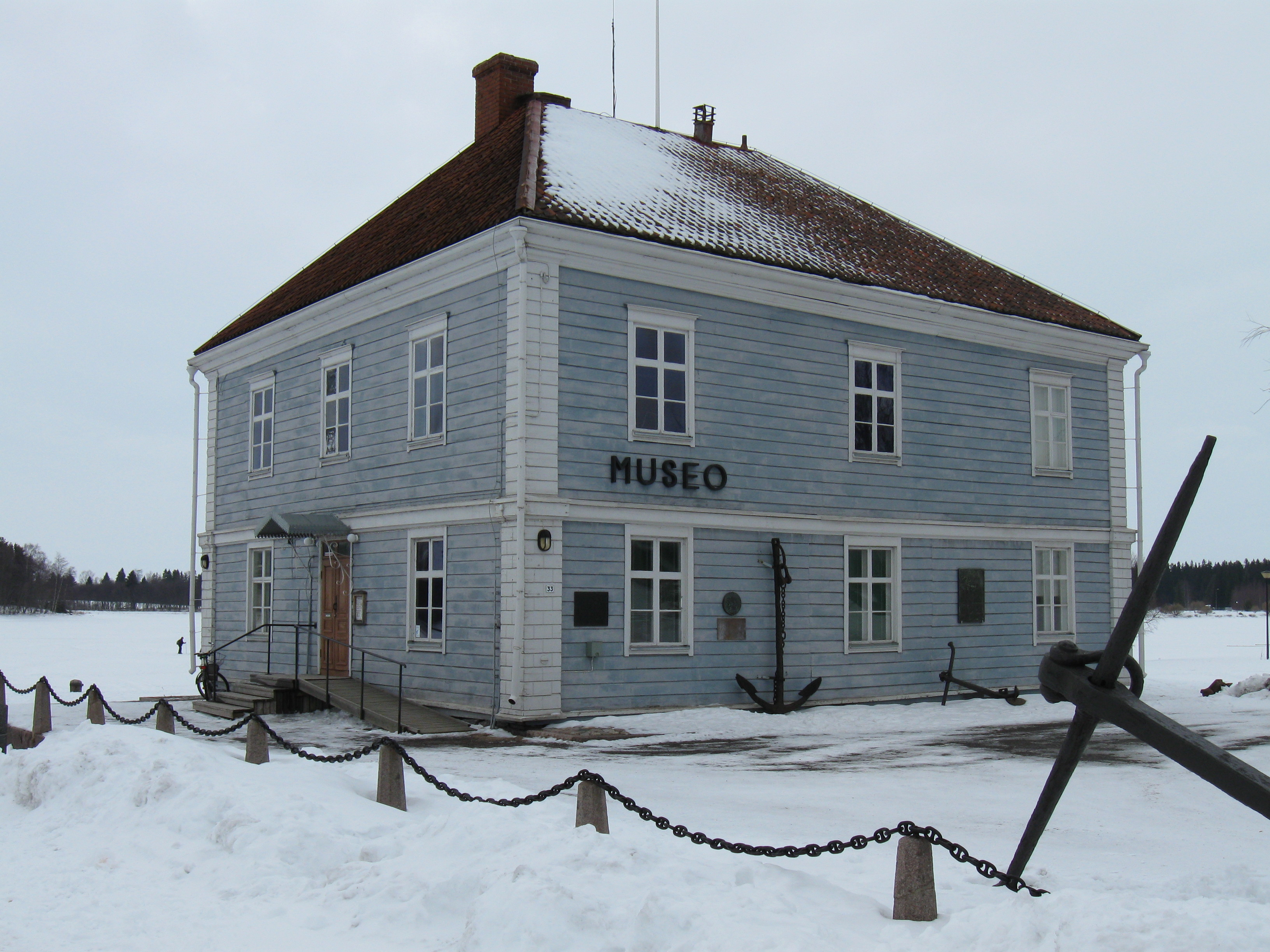
Musée de Raahe (fi).
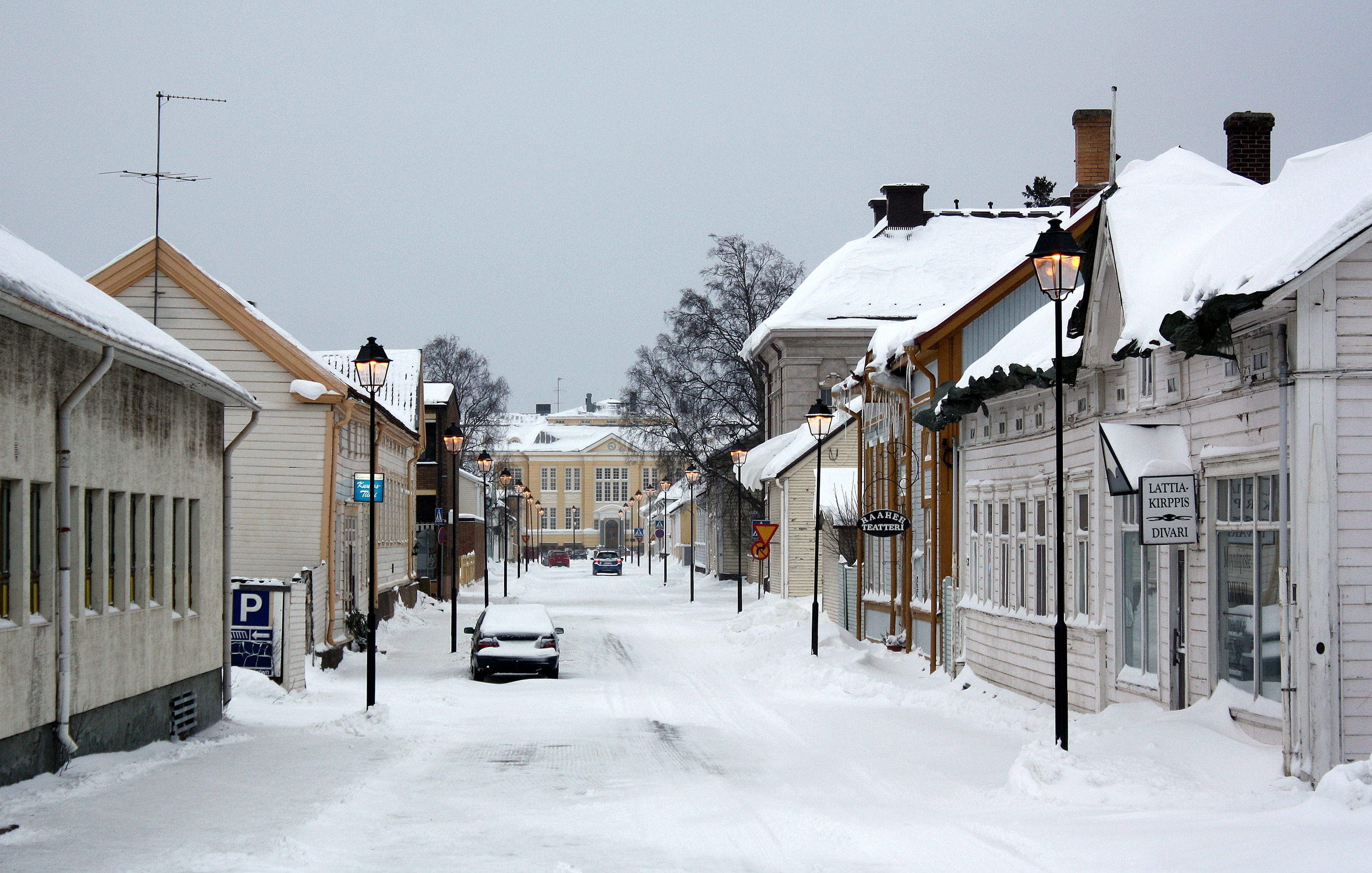
La rue Koulukatu.
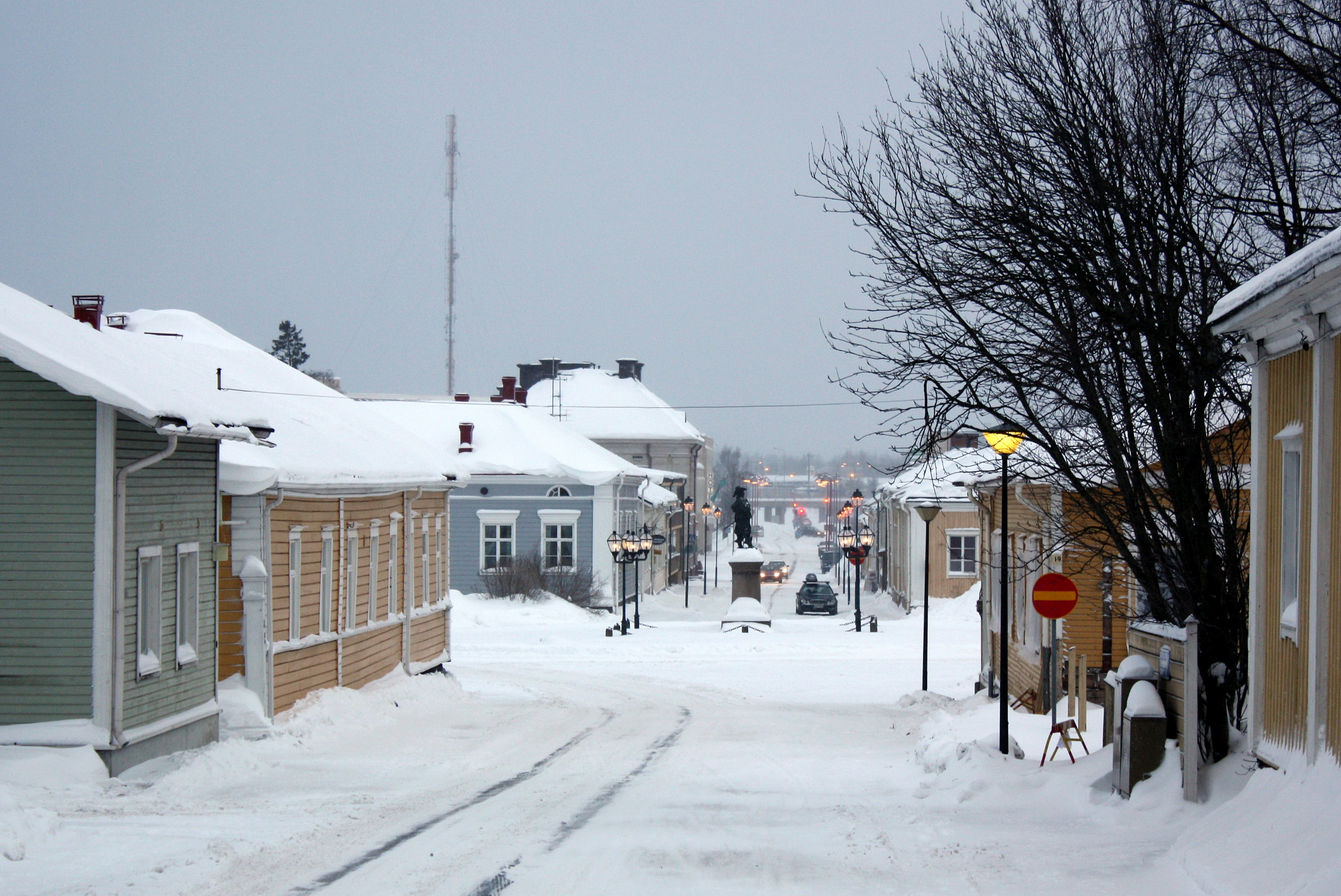
La rue Kirkkokatu.
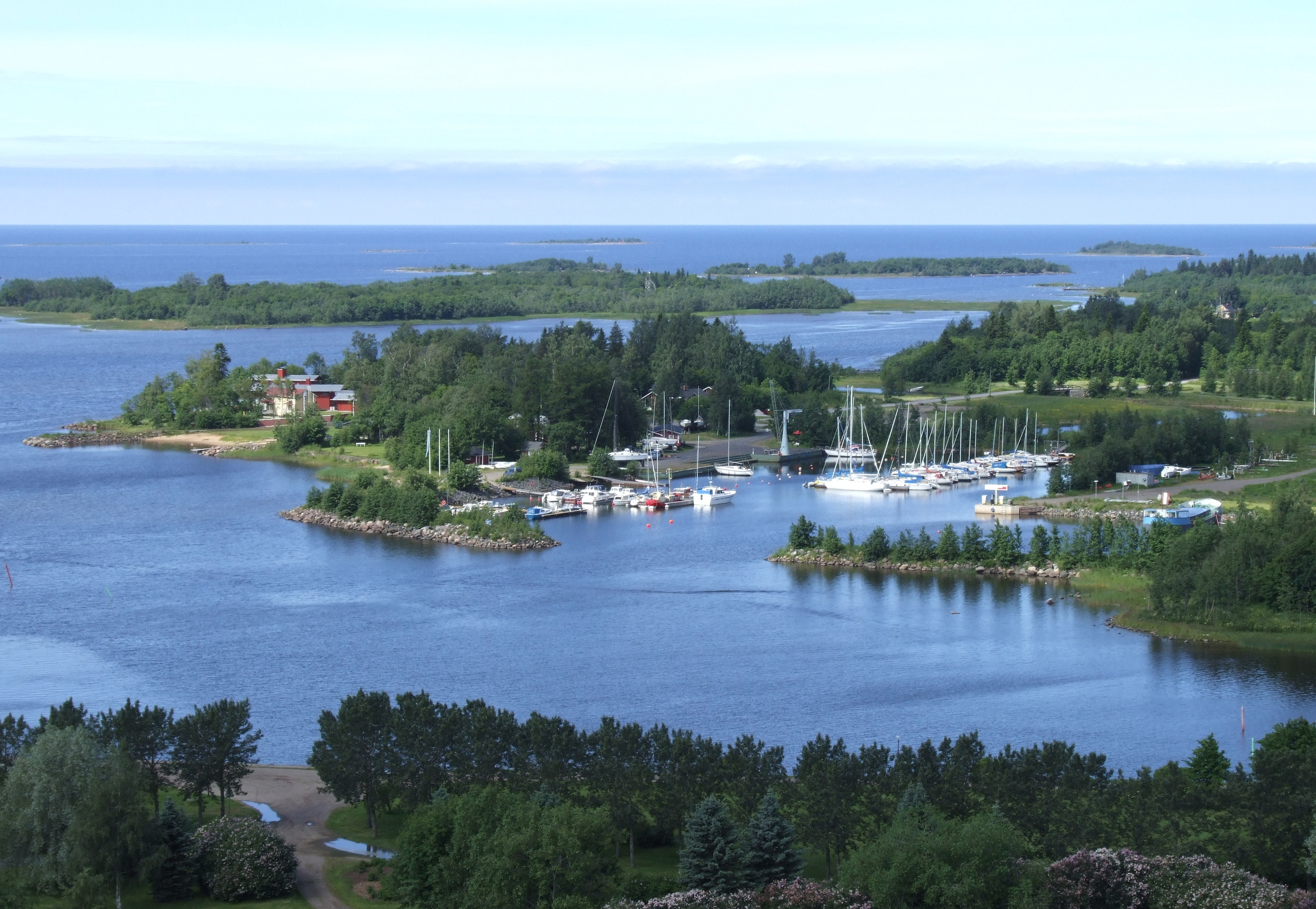
La marina Terässatama.
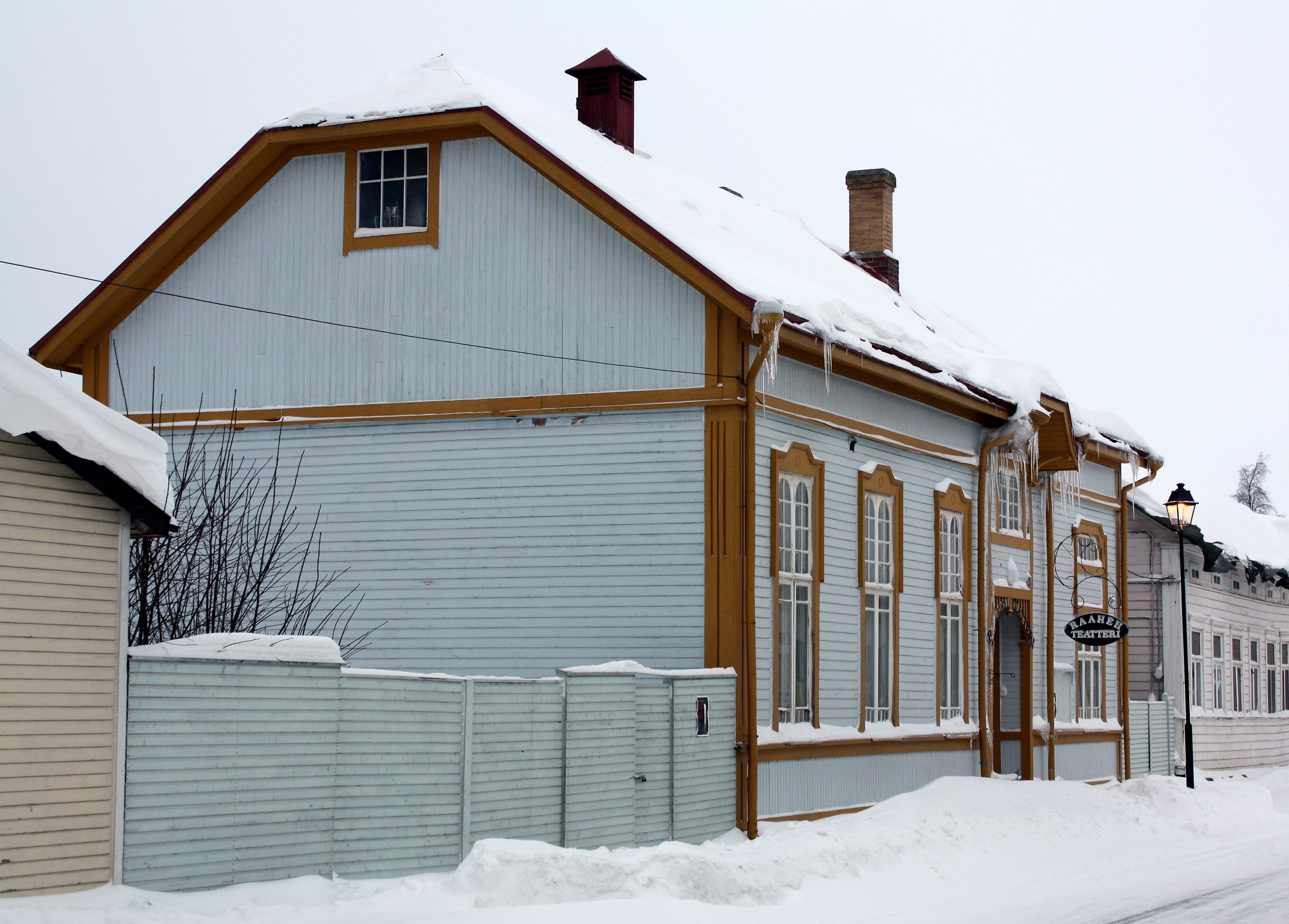
Le théâtre.
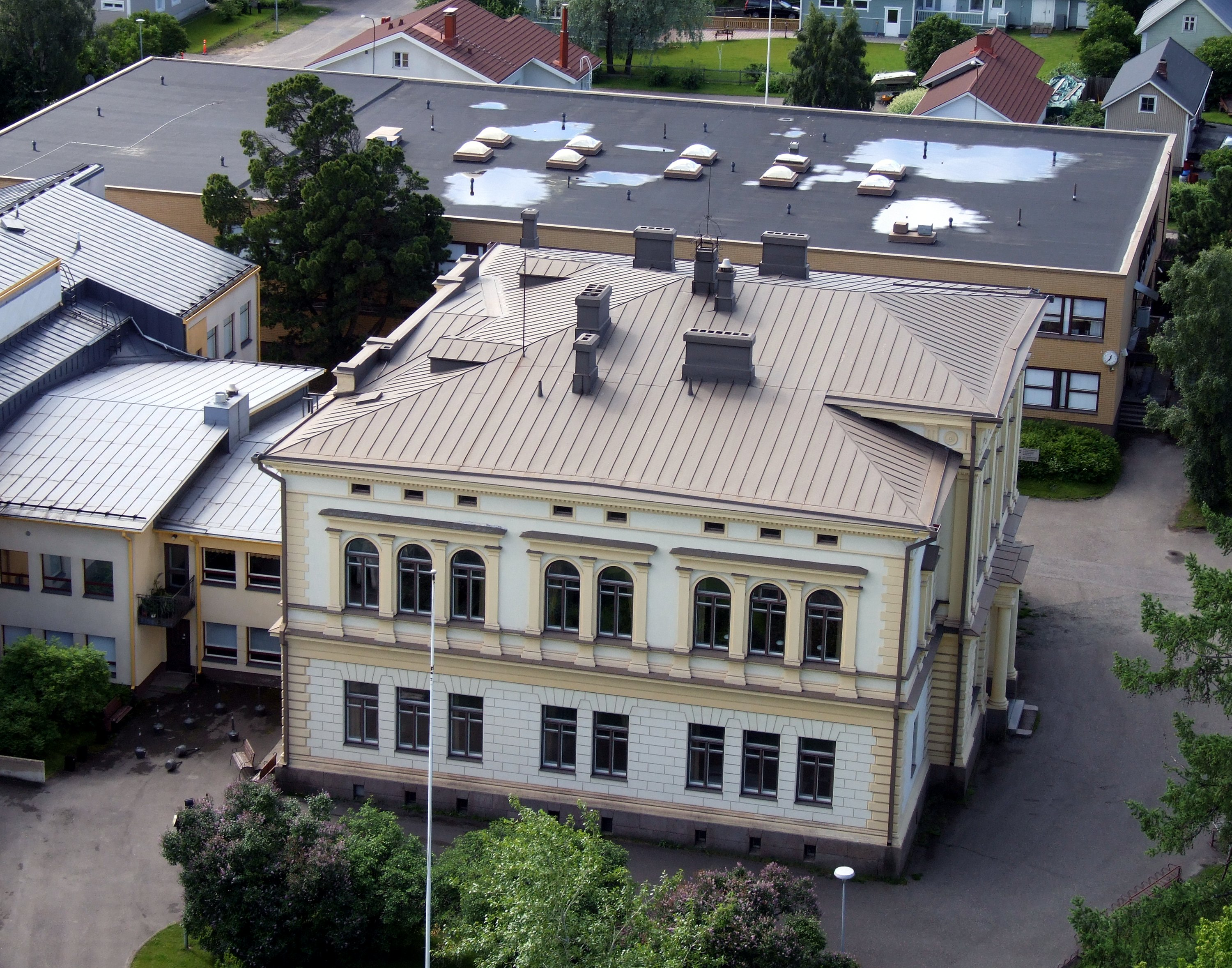
École Porvari ja Kauppakoulu.
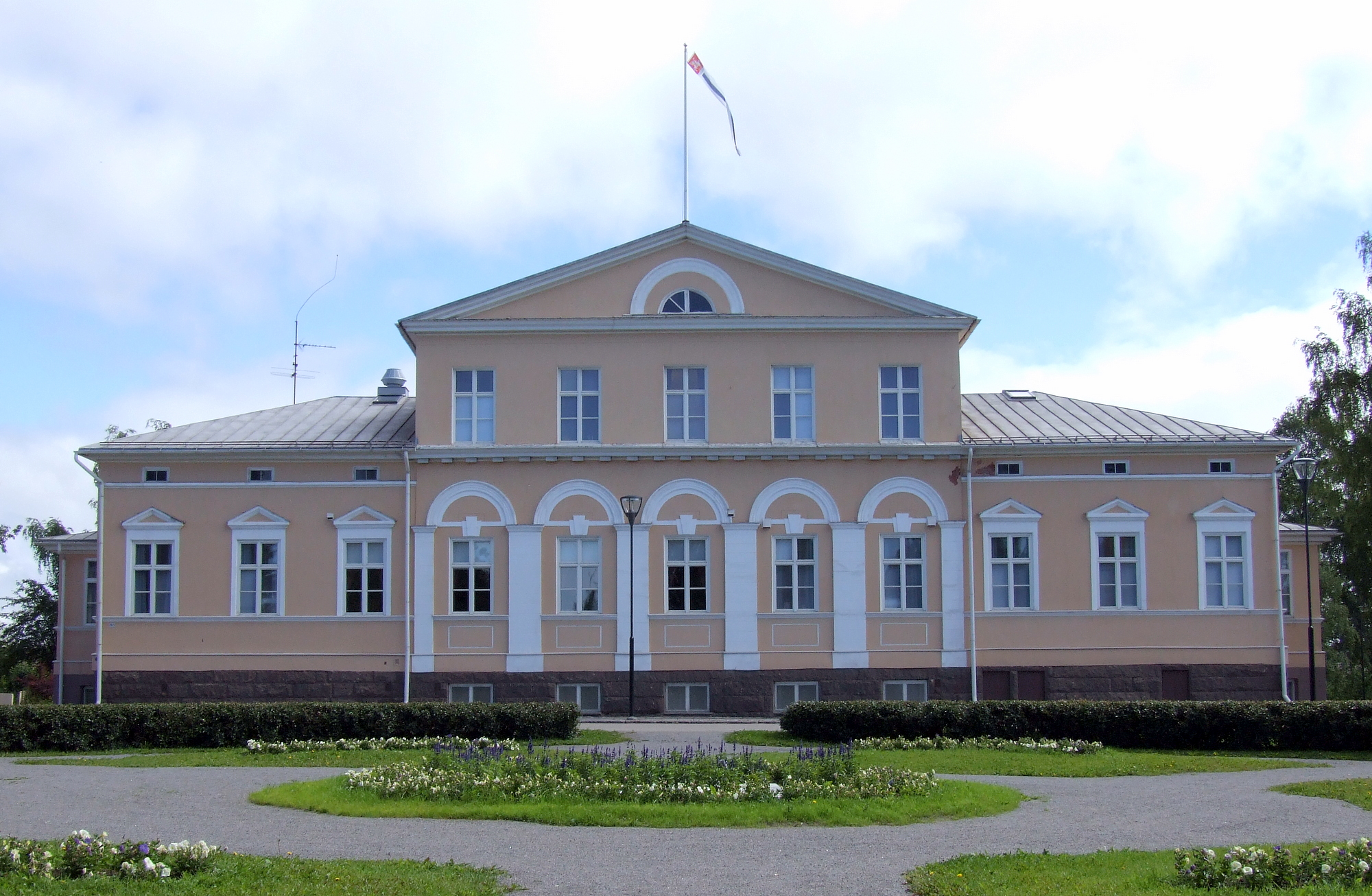
Mairie de Raahe.